# Artemidactis victrix
Artemidactis victrix är en havsanemonart som beskrevs av Stephenson 1918. Artemidactis victrix ingår i släktet Artemidactis och familjen Sagartiidae. Inga underarter finns listade i Catalogue of Life.